# Craugastor merendonensis
Craugastor merendonensis es una especie de anuros en la familia Craugastoridae.

## Distribución geográfica y hábitat
Es endémica de Honduras.

## Estado de conservación
Se encuentra ligeramente amenazada por la pérdida de su hábitat natural y por la quitridiomicosis.